# Freier Fall (Album)
Freier Fall ist das Debütalbum der österreichischen Pop-Rock-Sängerin Christina Stürmer, das sie nur unter ihrem Vornamen veröffentlichte. Das Album wurde am 16. Juni 2003 veröffentlicht und erreichte als Neueinsteiger Platz 1 in den österreichischen Album-Charts.

## Hintergrund
Stürmer hatte 2002/03 bei der österreichischen Castingshow Starmania den zweiten Platz erreicht. Daraufhin wurde sie von Universal Music Austria unter Vertrag genommen und begann die Arbeit an ihrem ersten Soloalbum. Da Stürmers Nachname noch über keinen großen Bekanntheitsgrad verfügte, veröffentlichte man das Album und die zugehörigen Singles unter dem Künstlernamen "Christina".
An der Produktion des Albums waren namhafte Komponisten und Produzenten wie Chris Gelbmann, Thorsten Brötzmann, Robert Pfluger und Alexander Kahr beteiligt.

## Musik
Die deutschsprachig, ohne ausgeprägten Dialekt, vorgetragene Musik von Christina in Freier Fall lässt sich bei Veröffentlichung des Albums schwer einem Genre zuordnen. Sie umfasst Rock- und Pop- und an Schlager grenzende Elemente. Die Titel beinhalten „punkige“ Stilformen, die sich mit Titeln von Avril Lavigne vergleichen lassen. Die Künstlerin präsentiert sich sowohl mit einer gewissen Extrovertiertheit, als auch mit der verkaufsfördernden Massenkompatibilität, vergleichbar mit Nena, und einer musikalischen Sensibilität die auch Herbert Grönemeyer in seinen Liedern vermittelt. Mit Freier Fall spricht Christina Stürmer Alternative- oder Indie-Rock-Sympathisanten, genauso wie Anhänger von herzerwärmender deutschsprachiger Pop- und Schlager-Musik, an.

## Titelliste
| #   | Freier Fall                   |      |
| --- | ----------------------------- | ---- |
| 1.  | Geh nicht wenn du kommst      | 4:04 |
| 2.  | S/W                           | 3:42 |
| 3.  | Anzug (Christina feat. Boris) | 3:31 |
| 4.  | Mama (Ana Ahabak)             | 3:55 |
| 5.  | Rebellen der Sonne            | 3:20 |
| 6.  | Astronaut                     | 3:02 |
| 7.  | Spieglein                     | 3:12 |
| 8.  | Engel fliegen einsam          | 3:16 |
| 9.  | Mehr Waffen                   | 3:48 |
| 10. | Hier bin ich                  | 3:16 |
| 11. | Wo ist deine Liebe?           | 3:14 |
| 12. | Ich lebe                      | 3:26 |

## Singles
- Ich lebe – Die Vorab-Single von Christina Stürmer wurde, auf Grund der durch die Castingshow Starmania verursachte Popularität, sofort ein Nummer-eins-Hit in Österreich. Er stieg in die Charts auf Platz 1, war für neun Wochen auf dieser Platzierung. Zwei Jahre später erschien eine Version von Ich lebe auch in Deutschland als Single und war auf dem vierten Platz der deutschen Hitparade platziert.

| #  | Ich lebe                   |      |
| -- | -------------------------- | ---- |
| 1. | Ich lebe (Radio-Version)   | 3:25 |
| 2. | Ich lebe (Unplugged)       | 3:27 |
| 3. | Ich lebe (Karaoke-Version) | 3:25 |

- Geh nicht wenn du kommst – Der eher nachdenkliche Titel konnte nicht direkt an den großen Erfolg von Ich lebe anschließen.

| #  | Geh nicht wenn du kommst                   |      |
| -- | ------------------------------------------ | ---- |
| 1. | Geh nicht wenn du kommst                   | 4:03 |
| 2. | Ein Kompliment (Live)                      | 2:27 |
| 3. | Geh nicht wenn du kommst (Karaoke Version) | 4:03 |
| +  | Bonusmaterial für PC                       | –    |

- Mama Ana Ahabak – als Anti-Kriegs-Lied konzipiert, war ebenfalls auf Platz eins der österreichischen Singlecharts (arab. für: Mama (ich liebe dich))

| #  | Mama (Ana Ahabak)                    |      |
| -- | ------------------------------------ | ---- |
| 1. | Mama (Ana Ahabak) (Radio-Version)    | 3:55 |
| 2. | Ich lebe (Live Version)              | 4:29 |
| 3. | Mama (Ana Ahabak) (Live - Unplugged) | 4:22 |
| 4. | Mama (Ana Ahabak) (Karaoke Version)  | 3:55 |

## Kritiken
- Bernhard Lichtenberger: „Christina, Produkt künstlicher Medien-Befruchtung, das sich in der Talente-Gebärmutter Starmania prächtig entwickelte, hat die Abnabelung vom Rest, der vom ORF aufgezogenen Sangesbrut relativ schmerzfrei bewältigt.“[4]

- Rainer Kavalir: „Auf ihrer CD Freier Fall singt Christina ganz bewusst deutsch. Die Texte handeln von ‚heißen‘ Themen wie dem Schönheitswahn junger Frauen, Computerspielen, die zur Gewalt animieren, Drogen und natürlich auch der Liebe. Musikalisch bewegt sie sich irgendwo zwischen Avril Lavigne, Sportfreunde Stiller und der hippen Berliner Band 2Raumwohnung.“[5]

- Willy Zwerger: „Die sympathische Altenbergerin überzeugte einmal mehr durch ihre kraftvolle Stimme, durch ihre tonsichere Phrasierungen und durch ihre ganz selbstverständlich klingende Musikalität. Vor allem aber ist sie live noch eine Nummer besser als auf dem Album, ihr macht es sichtlich und hörbar weitaus mehr Spaß ein Publikum aus Fleisch und Blut anzusingen als ein Mischpult mit einer Glaswand davor.“[6]

## Kommerzieller Erfolg

### Chartplatzierungen
Freier Fall war in Österreich sieben Wochen auf Platz 1 und für die Dauer von 77 Wochen in den Charts platziert.
| ChartsChartplatzierungen | Höchstplatzierung | Wochen |
| ------------------------ | ----------------- | ------ |
| Österreich (Ö3)          | 1 (77 Wo.)        | 77     |

| ChartsJahrescharts (2003) | Platzierung |
| ------------------------- | ----------- |
| Österreich (Ö3)           | 2           |

| ChartsJahrescharts (2004) | Platzierung |
| ------------------------- | ----------- |
| Österreich (Ö3)           | 7           |

### Auszeichnungen für Musikverkäufe
Das Album wurde von der IFPI Austria mit 4-fach Platin ausgezeichnet, das entspricht einer Stückzahl von mehr als 120.000 verkauften Alben in Österreich.
| Land/Region       | Auszeichnungen für Musikverkäufe (Land/Region, Auszeichnung, Verkäufe) | Verkäufe |
| ----------------- | ---------------------------------------------------------------------- | -------- |
| Österreich (IFPI) | 4× Platin                                                              | 120.000  |
| Insgesamt         | 4× Platin ·                                                            | 120.000  |